# 一勝千金
《一勝千金》是三肉必起·牙霸子原作、MAAM作畫的日本漫畫格鬥漫畫作品。2023年5月1日起在小學館裏Sunday開發的手機應用程式MangaONE、網路漫畫平台裏Sunday連載中，採取隔雙週定於日本時間的星期一零時更新。故事講述被原格鬥團體辭退的女格鬥家天馬希望，為了創建全新格鬥團體賺取收入，偶遇曾為極端宗教「神之軍勢」教組養女、精通格鬥技的女高中生本鄉姬奈延伸的經歷。主題涵蓋格鬥、黑社會、恐怖攻擊、邪教、警界貪污議題、團隊企業營運管理等。漫畫預告由菲魯茲·藍擔任配音旁白。
此外，該作品與原作者的另一部網路漫畫《求道之拳》和連載完畢的《拳願阿修羅》以及正連載的續作《拳願奧米迦》、2016年開始連載的體育搞笑漫畫《流汗吧！健身少女》都有共同的世界觀，部份拳願的角色也會在該作以路人的方式客串登場。本作的時間線設定則是落於《拳願阿修羅》中後期、《流汗吧！健身少女》主角群三年級時期至《拳願奧米迦》開始初期。

## 故事概要
天馬希望曾經是在表格鬥界活躍、但由於健康因素轉戰裏格鬥界的女格鬥家，因為打鬥風格不符合「敗戰者格鬥」經營者馬克戌山的要求被辭退。為了讓自己能夠安身立命，希望在好友黑社會「神宮組」組長美谷花奈、警視廳少年科警察伊織一華的支持下，創建裏格鬥界團體賺取觀眾的收入，但在物色常駐格鬥選手時，認識了曾經被極端宗教「神之軍勢」教組高橋超源收養的少女本鄉姬奈。伴隨著姬奈加入一行人、希望等人正式成立專精女子格鬥的裏格鬥界團體「女武神」，讓一行人的生活和裏格鬥界從此產生翻天覆地的變化。

## 角色介紹
※下述角色姓名中文翻譯版本依序為長鴻出版社翻譯中文版/常用翻譯版，未駐記者表同。

### 「女武神」
由天馬希望、美谷花奈、伊織一華聯合創辦的新興裏格鬥界團體，主要負責人是希望，花奈和一華則分別提供工作人員、場地、招攬出賽選手，團隊主將為本鄉姬奈。團體主要專精女子格鬥，透過招攬選手舉辦女子格鬥賽吸引觀眾牟利，戰鬥不限制時間但禁用武器。初期營業據點位於原展演空間，有觀眾參與賭局時，會讓觀眾購買名為「V幣」的代幣投注賽輸贏兼規避警方調查，也能將「V幣」賣給一華指定的古董商換取資金，事務所則座落黑道組織「神宮寺組」管轄區域。隨劇情推進逐漸增加旗下選手和相關工作人員，同時更換較寬敞的對戰場地。團隊名稱取自北歐神話的「女武神」。
本鄉姬奈（／ Hongou Hina） / 高橋姬奈（／ Takahashi Hina）
本作女主角之一。身高161cm，體重50kg，17歲。特徵是粉色頭髮與帶有星狀光澤的藍色雙眼的少女。她是在「皇櫻女學院」（作者的著作《拳願阿修羅》系列、《流汗吧！健身少女》皆有登場的高級女子學院）求學的高中三年級生，其實是曾被極端宗教「神之軍勢」教組高橋超源收養的養女，獲得後者收養時期舊名「高橋姬奈」。個性開朗具好奇心，面臨極端危險情境都能欣然面對，擁有常人難以預測的思維和熱衷挑戰強者，多數與之過招和熟絡的對象，都會從她的身上感受到隱藏的狂氣和威脅性。口頭禪為「革命的時間到了」、「革命成功」。平常在校園生活屬於沒有社團的回家部，人緣和學業俱佳，曾經有過被邀請參加學生會的經歷。
姬奈在幼年時期被「星者之家」遴選為九名「星之子」之一，是當時最年輕的「星之子」，獲得「神之軍勢」教組高橋超源收養和接受洗腦教育和極端格鬥訓練，習得武術「六道」的「破天」派系，曾任教徒形容她是造成教祖高橋超源行動變得極端的危險人物，連警方也將包含她在內的教團特種部隊人員列為重點調查目標之一。擁有超常的反射神經與靈活性，對自身肌肉與關節的控制力更是不凡，此外更具有異常發達的肌腱，壓縮釋放間蘊藏驚人的能量，能藉此來施展武術「六道」，姬奈本人自述此技鮮少對人類使用。
三年前「神之軍勢」準備以救贖人類發動化學恐怖攻擊行動前，由於養父高橋超源猝逝令恐怖攻擊行動計劃取消、組織隨之分裂，姬奈離開「神之軍勢」之前盜走部份化學武器，被家境富裕的本鄉夫妻收為養女，改姓「本鄉」，入學「皇櫻女學院」，加著信徒匿名向警方透露情報而獲得警方終止追蹤調查，被警界暗中稱作「日本最危險的女高中生」。故事初期其背景經歷引起曾任女格鬥家、亟欲招攬裏格鬥界團體選手的天馬希望的注意，雙方短暫過招令希望見識她的實力，加著被希望、花奈、一華短暫綁架期間反過來懾服三者，姬奈對希望產生濃厚興趣，提出兼顧學業的條件加入希望等人營運的裏格鬥界團體「女武神」擔任常駐格鬥選手。在格鬥界的稱號為「革命姬」。
天馬希望（／ Tenma Nozomi）
本作女主角之一。前任裏格鬥界團體「敗戰者格鬥（另譯「敗犬戰役」）」的女格鬥家。身高162cm，體重54kg→52kg（首場復出戰），27歲。特徵是黑色長髮與綠色雙眼，右眼眶下方的淚痣。她和黑社會「神宮組」組長美谷花奈、警視廳少年科伊織一華是自學生時期便認識的好友，個性冷靜但同時看不慣「敗戰者格鬥」的營運方式，在放棄擔任格鬥家後態度一度轉為消極，對體重逐漸增加感到煩惱。過去和花奈、一華在高中時期為了減重，曾經在校園附近的格鬥技館訓練，當花奈、一華陸續退出後，仍持續精進格鬥技巧，18歲時出席表世界綜合格鬥團體「鐵籠格鬥」嶄露頭角和在高分段等格鬥競賽累積相當資歷，但在希望24歲準備進軍表舞台的大型賽事時被診斷出視網膜剝離，顧及健康因素無奈退出表舞台，改在裏格鬥界競技維生，經過醫生手術治療後極力避免劇烈決鬥。平常在一棟老舊公寓過著獨居生活。由於擁有敏銳的動態視覺，還有過去累積綜合格鬥技和涉獵部分巴西柔術的經驗，是少數能夠和姬奈過招時識破其弱點的對象，俱備能讓衝擊力集中的打擊能力和投身格鬥經驗鍛鍊而來的戰鬥直覺。在格鬥界的稱號為「粉碎者天馬」。
故事開始時希望由於格鬥風格不屬於「敗戰者格鬥」要求「簡短、帶有情色」的條件，被「敗戰者格鬥」經營者馬克戌山辭退，擔心自己沒有收入但不想從事犯罪行為牟利，在尋思女性在裏格鬥界的處境時獲得靈感，決定自創經營專精女子格鬥的裏格鬥界團體賺取金錢，由於花奈透過人脈提供場地和工作人員、一華協助物色格鬥選手，經由一華介紹和本鄉姬奈相識過招，體認姬奈本質不可預測和實力程度，正式邀請姬奈加入自己、花奈、一華聯合創辦的裏格鬥界團體「女武神」，至此成為「女武神」主要負責人。拜姬奈所賜令「女武神」的生意漸入佳境和在裏格鬥累積名聲，逐步調整團隊經營方針，陸續認識裏格鬥界團體的高手和擴展人脈，但同時發現姬奈隱藏的危險特質。「殺戮武鬥會」與「女武神」舉辦交流賽後，邀請杏作為團隊醫生的同時接受眼睛治療手術，主要負責處理大多數的其他事項。以「暴勇會」派遣森咲夏海在「女武神」比賽作假和東雲憐中途攪局為機緣，再度投身格鬥訓練，於復出賽正式擊敗森咲夏海。
美谷花 / 美谷花奈（／ Mitani Hana）
天馬希望自初中時期的好友，小型黑社會組織「神宮寺組」現任組長。身高167cm，體重57kg，27歲。特徵是經常掩蓋右眼的黑長髮（登台作戰時則會將頭髮梳成馬尾和露出雙眼）和藍色雙眼。個性溫和，心思細膩且觀察力敏銳，擅於談判、辨識人物、策劃營業，說話帶有關西腔，一旦涉及性命安危則會顯露威嚴腹黑的一面。她時常和希望制止一華的衝動行為，同時是「女武神」的資助創辦者之一。京都出身，為已故「神宮寺組」前任組長和情婦所生之私生女，過去父親擔任「神宮寺組」組長時期組織仍處於強勢狀態，花奈因為轉學至希望、一華就讀的初中，認識兩者成為好友，三者在高中時期為了減重在校園附近的格鬥技館訓練一段時間。花奈剛出社會時曾任俱樂部陪酒女公關，但由於當時父親去世，臨危受命成為繼任組長，苦於組織缺乏向心力、人力流失、勢力衰敗和必須依附強勢黑社會組織的局勢，曾任陪酒女公關的經歷亦造就其觀察能力。組織除了走私貿易以外，旗下尚有管轄的特種行業店鋪，在普通社會與黑社會均有人脈。本人雖不知情，但受惠於父親生前和三大暴力團之一的「仁和組」會長仁和司的交情而獲得後者暗中支援。
討厭且打擊直覺欠佳，但具備優異的組技才能、防禦反射和高迴避率，還有提前感知殺氣的敏銳直覺，平常仰賴健身維持體態，但受到高中畢業後未再踏入格鬥技館訓練的影響，作戰時容易消耗體力且身手變得遲鈍。是作者另一部作品《流汗吧！健身少女》街雄鳴造經營的「SILVERMAN GYM」健身房常客。在格鬥界的稱號為「華美之黑道」。
獲知希望決定自創經營裏格鬥界團體，憑藉人脈協助希望找到曾為展演空間兼酒吧的經營場所和工作人員，還有資助營業措施。對姬奈無法預測的特質和實力感到畏懼，經常幫助「女武神」設計規劃營業方針與制定比賽規則。「殺戮武鬥會」與「女武神」交流賽物色人選期間，由於姬奈、李空、柚巴此前的傷勢未痊癒，希望尚有眼睛健康的疑慮，臨時請纓出賽擔任交流賽的中堅，在賽局中因為體力衰退露出破綻，為顧及「仁和組」面子和促進雙贏局面刻意放水遭渡邊擊敗，私底制服試圖暗殺她的渡邊，委託後者調查姬奈加入「神之軍勢」前的經歷。交流賽後，負責為「女武神」處理外部交涉相關事宜。
伊織一華（／ Iori Ichika）
天馬希望自小學時期的好友（希望稱之為「孽緣」），現任警視廳少年科女警察，職位巡查長。身高171cm，體重60kg，27歲。特徵是梳成低馬尾的褐色頭髮與三白眼，還有鋸齒般的牙齒。個性火爆，談吐不離粗話，喜歡抽菸，情緒激動時會出現激烈的顏藝表現，經常藉由職權之便行各種違背警界紀律的交易牟利，絕不放過任何賺取利益的機會，同時是「女武神」的資助創辦者之一。希望和花奈對她的評價為「比黑道更恐怖的警察」、「好友三人中最俱備格鬥才能的人」，連黑社會相關人士也形容她「比起警察更像是黑社會」。希望、花奈、一華高中時期為了減重在校園附近的格鬥技館訓練一段時間，一華成年後在警視廳黑道對策課以自身實力獲得重用，暗中通融給予接管黑社會組織的花奈好處，但由於多度做出過火違規舉動和對不契合的時任上司動粗，被調往少年科值勤。在警界除了對機動隊所屬前輩尊敬有加以外，對待其他成員一概抱持目中無人的態度，同時得益於曾任黑道對策課的經歷，在黑社會亦有累積人脈。
擁有被姬奈評價更勝希望的預先判讀對手動態的速度，擅長見招拆招，作戰模式以打擊和壓制為主，有時候會用牙齒咬傷對手，一旦進入認真戰鬥狀態則會變得狂暴。曾經獨自擊敗瀨名姊妹將兩者投入監獄。在格鬥界的外號為「惡警」。
獲知希望決定自創經營裏格鬥界團體，幫助希望物色格鬥人選，憑藉過去辦案的經歷為希望牽線和姬奈相會，利用電擊槍制伏姬奈，讓希望和姬奈洽談合作事宜。對姬奈無法預測的特質和實力感到畏懼，但同時從姬奈的身上察覺商機決定利用她。因為在「女武神（VALKYRIA）」首屆淘汰賽協助邀請瀨名姊妹等裏格鬥界選手參賽，讓姬奈以回報一華讓她盡興為由，寄出警方追查的被藏匿的「神之軍勢」化學兵器，意外造成警視廳恐慌，一華則得益此事被警界讚賞和獲得高層權限。「殺戮武鬥會」與「女武神」交流賽物色人選期間，由於姬奈、李空、柚巴此前的傷勢未痊癒，臨時被推薦出賽擔任交流賽的先鋒，以咬住咽喉和攻擊橫膈膜制服擊敗雪平，為「女武神（VALKYRIA）」奪得首勝。交流賽後，負責為「女武神」處理警察相關事宜。由於「暴勇會」派遣森咲夏海在「女武神」比賽作假，分析「仁和組」和「暴勇會」的紛爭波及「女武神」的危險性，將阻止衝突的可能性寄託於希望。
新村司紗 / 新村朱紗（／ Niimura Tukasa）
「女武神（VALKYRIA）」的主持者兼裁判。25歲。因為對格鬥報有濃厚興趣選擇投身格鬥界裁判，有光顧牛郎店的習慣，為籌措資金在「神宮寺組」旗下飲食店兼差。在「女武神（VALKYRIA）」1DAY淘汰賽、「殺戮武鬥會」與「女武神」交流賽等賽事負責裁定勝負。
「恐惡兇人姊妹（兇惡壞蛋姊妹）」/「瀨名姊妹」
通稱「瀨名姊妹」。故事初期活躍在表格鬥界的前科犯姊妹檔女格鬥選手。姊妹倆身體能力異於常人，一華對姊妹倆的評價為「只會打架，但是姊妹倆打法完全不同。雖然是白癡，但是擁有天才級的戰鬥智商，將在體育領域的才華全用在打架」、「妹妹（李空）勉強算個人，姊姊（李子）跟野生動物沒兩樣」。漫畫第10話附錄彩頁補述姊妹倆所屬不良女子團體「地獄少女（Hell Girl）」為崎玉地區暴走族「地獄神鬼（Hell Shinki）」分支，但由於姊妹倆無規章行動牽扯其他縣市暴走族捲入大規模爭鬥，造成「地獄神鬼（Hell Shinki）」隨之分裂。姊妹倆過去因為與一華交戰敗北被警方逮捕，出獄後獲得一華請飯局，被後者提出擊敗姬奈便能獲得500萬日幣的條件吸引，參加首屆「女武神」1DAY淘汰賽兼第五回比賽，以此契機正式成為「女武神」團隊選手。
瀨名璃子 / 瀨名李子（／ Sena Riko）（姊）
「瀨名姊妹」的姊姊，姊妹檔裡較活躍者兼崎玉地區不良女子團體「地獄少女（Hell Girl）」前頭領。身高184cm，體重83kg，20歲。留著金色中長髮，身材高大壯碩且雙臂刺有龍紋身。頭腦不甚靈光，時常誤解他人的表達意思，平日著重蛋白粉的攝取，是成龍的粉絲。自學生時期便能以1.1秒的速度完成100米賽跑，初中時期以臨時湊數名義為學校柔道部爭取至全國四強的名次。作戰模式以憑藉本能的力量為主，擁有相當程度的抗打能力，能在準確命中核心的狀況徒手破壞警方防暴盾牌。
參加首屆「女武神」1DAY淘汰賽兼第五回比賽期間對抗柚巴·李，被柚巴運用站在牆壁邊緣支撐全身力量的發勁攻擊彈飛，連續攻擊腹部和臉部而出界落敗。姊妹倆被一華說服繼續參賽後，成為團隊正式選手。「殺戮武鬥會」宣布與「女武神」舉辦交流賽、「女武神」物色出賽人員時，志願代表團隊出賽擔任交流賽的大將，對抗葉月優負傷險勝。
瀨名璃久 / 瀨名李空（／ Sena Riku）（妹）
「瀨名姊妹」的妹妹，「地獄少女（Hell Girl）」前特攻隊長。身高170cm，體重61kg，18歲。留著金色短髮，黃色雙眼，左眼眶留有傷疤。個性剛烈但具有一定判斷觀察分析力和常識，據李子形容是做任何事都能立即掌握絕竅的類型。喜愛甜食。初中時期能以11秒的速度完成100米賽跑，首次參加田徑賽便打破崎玉縣標槍女子組紀錄。作戰模式以速度和打擊為主，擁有能夠抵禦姬奈攻勢的抗打能力，能夠迅速適應解析對手攻作出反擊。
參加首屆「女武神」1DAY淘汰賽兼第五回比賽期間與姬奈交手，但在最後關頭被姬奈掌握空隙壓制右臂敗北。姊妹倆被一華說服繼續參賽後，成為團隊正式選手。在「殺戮武鬥會」宣布與「女武神」舉辦交流賽、「女武神」物色出賽人員時，推薦一華出賽，交流賽過後在「女武神」內部比賽勝過雪平。
柚巴·李 / 李柚巴（／ Yuszha Li / Li Yoba）
初期隸屬老字號裏格鬥界團體「殺戮武鬥會」的女冠軍，外號「爆裂功夫女孩」。身高160cm，體重45kg，20歲。特徵是黑髮與灰黑色雙眼，雙眼角抹有紅色眼影。本名李柚巴，中國出身，流派為中國拳法中以強勁發勁聞名的「珍意六合拳」，投入裏格鬥界後將自己的姓名前後調換作為化名。個性略帶天然呆，思考模式屬於片段型，喜歡金錢但辨識情報能力和賭運不佳，曾經聽信線人的情報將自己的賞金全用在賭馬而損失慘重。「殺戮武鬥會」和「女武神」交流賽後，開始稱呼希望「老闆」，對一華、花奈則稱呼兩者「老師」。
受500萬日圓的獎金和希望提出「獲勝追加100萬日本獎金」的條件引誘申請暫時移籍，踢館參加首屆「女武神（VALKYRIA）」1DAY淘汰賽兼第五回比賽，在第二回合運用地形發動攻勢反擊，擊敗瀨名姊妹的姊姊李子，在最終決賽對抗姬奈時，雖一度用「震腳」令姬奈左腳板骨折抑制行動，但在使用發勁進攻時被姬奈的刺拳反擊頭部，造成眼鼻出血敗北。事後驚嘆於姬奈的作戰實力之餘，察覺對方經歷非同尋常，移籍「女武神」，導致「慘齒組」找上花奈和「女武神」的麻煩。為故事初期第一個令姬奈使出「六道」的對手。
雪平紗羅（／ Yukihira Sara）
外號「病魔」。故事初期為時任「殺戮武鬥會」資深女格鬥家，同時是居住在東京練馬區的東京都立安平良女子高中三年級學生。身高161cm，體重49kg，18歲。外型是留著黑白雙色頭髮的少女，有自戀狂和被虐狂特質，認為「武道等同可愛」，行事偏武道派，因為沒有特別想從事的職業而有意考大學。流派是著重實戰派、由空手道團體「冥道會館」獨立的「魂神流空手道」，由於「冥道會館」主張實練時不分性別全力以赴，多數入門女性均在沒多久主動退出，僅有她堅持鍛鍊成為僅存的女性門徒。過去在「殺戮武鬥會」賽場戰鬥時極端殺害一名對手、使多數交戰過的對手重度殘障再起不能的作風，被「殺戮武鬥會」列為危險人物之一。和渡邊卡蓮、葉月優是「殺戮武鬥會」和「女武神」交流賽時組隊相識的隊友。
在「殺戮武鬥會」和「女武神」交流賽前拒絕井上要求除掉花奈的委託，擔任「殺戮武鬥會」的先鋒對抗一華，一度壓制一華的攻勢並重創對方，但後來被一華反擊壓倒在地，試圖反制未果而在軀體被壓制、喉嚨被咬傷的情況敗北。交流賽過後移籍加入「女武神」成為常駐選手，擊敗美櫻奪得「女武神」首勝。
櫻井杏（／ Sakurai An）
希望的兒時好友兼地下密醫，身高176cm，體重59kg。留著銀色短髮，臉部、胸口、四肢皆有紋身，配戴眼罩遮蓋左眼（作者在漫畫第33話附錄彩圖補述杏仍能視物），舌頭被改造成分岔狀的女性。據一華形容學生時期的外形氣質是寶塚類型，與現今的模樣大相逕庭。個性瘋狂，但頭腦精明且醫術過人，對金錢鮮有執著，以解剖鑽研不死永生為樂。自記事起便擁有強烈的死亡恐懼症，高中時期和希望、花奈、一華是同校同學，為了迴避死亡考上帝都大學醫學系（為《拳願阿修羅》登場角色坂東洋平曾經求學的校系），但在大學期間因為盜竊往生者遺體進行死者復生的研究實驗事發，遭醫學界永遠放逐兼被冠上「日本的艾德·蓋恩」的汙名，成為活躍在地下世界的密醫。
「殺戮武鬥會」與「女武神」舉辦交流賽後，被希望以姬奈是「神之軍勢」教祖之女、該教同樣執著「不死」的敘述吸引，接受邀請擔任團隊的擂臺醫師和協助希望進行眼睛手術，提醒希望自己雖可治好她的眼睛，但若是希望再投身格鬥將有很高的機率復發。
篠原美櫻（／ Shinohara Mio） /
外號「流砂」，流派為巴西柔術的女格鬥家。身高170cm，體重75kg。原先輾轉在地區性的裏格鬥界作戰，在「女武神」舉辦首屆淘汰賽期間因為傷人事件被一華逮捕，但礙於時機問題沒能參與該場淘汰賽。「女武神」開始承租歌舞伎町「巴別塔」地下五樓作為團隊新戰鬥場地後，在首回合對抗柚巴期間試圖捉住後者，反被柚巴趁勢使出「貼山靠」重擊腹部敗北，亦在「女武神」內部競賽敗給紗羅。被希望評價為「主力等級實力的選手」。在女囚參賽事件中於賽事戰勝月野穗乃花奪得首勝。

### 星者之家相關
以「現世即為地獄」為格言的神秘組織，目的為破壞舊有秩序，建立新世界。成以「老師」為首，與在此受訓的九名孩子，孩子們均以星字為代號，並以強度排名。「老師」在孩子們各奔東西時定下五年的不戰之約，故事開始時五年已過，孩子們開始以戰鬥「奪星」，目的不明。
老師
樣貌及本名不明，形象為臉部被星形傷痕遮擋的女性。在姬奈、怜、席娜的回憶中，老師的名字與臉均被遺忘，席娜指稱為組織向「星之子」施加強力催眠的緣故。
本鄉姬奈
外號原為「死星」，現稱「革命姬」，排行時任第四星，詳參#「女武神（VALKYRIA）」。
東雲怜（／ Shinonome Rei）
外號「壞星」，排行第九星。與姬奈同為出身星者之家的舊識，兼九名受選的「星之子」之一，身高161cm，體重51kg。個性極端，對年齡相近的姬奈有病態執著。幼年時期與姬奈一同前往「神之軍勢」，並被幹部收為養女。作為教團裡負責執行暗殺任務的存在，經由教團指導習得「六道 破軍」。指尖至手臂都接受了高規格的部位鍛鍊，能藉此施展捌技與鞭擊，攻防一體。在「殺戮武鬥會」與「女武神」交流賽後，和姬奈會談提出「摘星」的請求，潛入「女武神」租借的「巴別塔」地下五樓會場，認為「女武神」一旦褻瀆了姬奈，將會親手破壞「女武神」，在無法忍耐衝動的狀態展開破壞行動重創月野穗乃果，登台短暫挑戰森咲夏海但被後者刻意詐輸和姬奈出面圓場帶過公關危機。後來和姬奈在公開賽交手，招式一度遭到破解，將雙手的肌肉壓縮至幾近枯瘦狀態並使關節盡數脫臼，施展「破軍 東雲」嘗試反擊，仍不敵姬奈的攻勢於奪星戰中敗北。事後接受杏的治療並表示姬奈有需求時可連絡她，正式加入姬奈的麾下。
凜茉（／ Rima）
外號「霸星」，排行第二星。身著單色巫女服的長髮女子。自述凜茉只是假名，現自稱「神明」。離開「星者之家」後居住在鄉下地區「身在市」，為新興邪教「神在教」的教主。與堇展開奪星，成功逼退對方，但勝負未分。
月雲堇（／ Tsukikumo Sumire）
外號「凶星」，排行第五星。身著迷彩軍裝的短髮女子。為極左派恐怖組織「新生亞細亞同盟」的領導人，以小太刀為武器。主動找到凜茉，與之奪星，被逼退後轉而尋求更強的勢力。
佐佐木提洛（／ Sasaki Chiroru）
外號「將星」，排行第八星。身著囚服的長髮女子。現於專門處置原因複雜而無法明面審判的危險人物的「曬首女子監獄」服無期徒刑。個性看似悠閒，其實擅長操控人心甚至進行洗腦者，在監獄洗腦眾多獄卒和囚犯使他們全數聽命於自己，為曬首女子監獄的實質掌權人，警視總監想調度囚犯得經過她的許可，獄卒更是對其言聽計從。認為監獄是個近可攻退可守，令人安心的好地方，對於「星之子」的爭鬥抱持鷸蚌相爭漁翁得利的態度，不惜派遣極度重刑犯參與「女武神」的賽事展開破壞行動。
比留川梢
曬首女子監獄的典獄長，忠誠於提洛和負責向她匯報「星之子」的動態。
九野雀
外號「破壞者」，被警視總監歸類於「特FILE」、於曬首女子監獄服刑的無期徒刑犯，因為徒手殺害4名黑社會人士被判刑入獄，受提洛洗腦導致精神失常和無條件忠於她。被提洛指派參與「女武神」的賽事展開破壞行動，於賽事對陣李空。
川道真白（ Kawamichi Mashiro）
外號「破滅的毒婦」，被警視總監歸類於「特FILE」通緝犯，身高166cm，體重57kg，35歲。為人冷血嗜殺，擁有能將見過的事物快速學習的才能。過去是Snack Bar的女店主，她用言語勾引作為顧客且愛好功夫片的資產家成為對方愛人，交往期間因為資產家推薦她觀看中國拳法視頻，以此機緣順水推舟學習拳法，待其完全服從便撲殺對方，此後再度從遇害者的交友圈故技重施殺害至少4人，受警方追緝逮捕。其武藝學習效率與化勁身手水平被一華與柚巴評為「足以和姬奈匹敵」、「天才等級」。被提洛指派參與「女武神」的賽事展開破壞行動，於賽事對陣且一度令柚巴陷入苦戰，但是柚巴憑藉習武多年的經驗在交戰過程修正攻擊，被柚巴以「貼山靠」、「虎倒崩山」連擊敗北。
日鞠
現況不詳，名字僅在東雲怜的回憶中提及。
天羽席娜
外號「天星」，排行第一星，為「星之子」中最年長者。肩披大衣外套，長髮束成馬尾的女子。菓子系女子裏格鬥界團體「花俏格鬥」的老闆。平常個性親和有禮，冷靜淡定且俱備商業思維，對姬奈視同親妹乃至於過度保護。在大學求學期間創辦了「花俏格鬥」，成為團隊管理者的同時也體認自身不願被他人制約，一心擺脫「老師」的操控和拒絕參與「奪星」。與姬奈重逢時受其在極近距離偷襲，能眨眼間無傷反擊將姬奈打飛，實力深不可測。向姬奈約定日後排除所有礙事者時再履行約定對決。

### 親友相關
高橋超源（／ Takahashi Chiogen）
極端宗教「神之軍勢」教組，姬奈的前任養父。信條為「救贖人類」，但在收養姬奈後行事風格逐漸變得極端。三年前猝逝，令「神之軍勢」變得分裂。在作者的著作《拳願阿修羅》提及高橋超源被兼任醫生和日本政府特工的英初殺死。
本鄉夫婦
本名暫不詳，家境富裕的夫妻，在「神之軍勢」組織瓦解後收養姬奈。
「神宮寺組」前組長
美谷花奈的父親，生前和「仁和組」會長仁和司是至交，在任時是「神宮寺組」的盛況時期。過身後由花奈接替組長職責。
高倉文太（／ Takakura Bunta）
「神宮寺組」現任若頭。為人忠誠，知曉前任組長曾經給「仁和組」人情的過往。在前任組長過身後，負責輔佐花奈，對「慘齒組」面對「神宮寺組」組織衰敗改變態度頗有不滿。
仁和司（／ Niwa Tsukasa）
日本三大暴力團體之一「仁和組」的會長。和「神宮寺組」前任組長（花奈的父親）是至交，將花奈視為女兒相待，同時要求組員不讓花奈知曉。在「神宮寺組」前任組長過身後，暗中支持「神宮寺組」，獲悉花奈接觸裏格鬥界事業，囑咐要讓「殺戮武鬥會」和花奈所屬的「女武神」互相關照，期許雙方共存共榮。「殺戮武鬥會」和「女武神」交流賽過後，授權將歌舞伎町地標「巴別塔」原定設立賭場的地下5樓空間承租給「女武神」，作為補償「女武神」的方案。
剛野剛（／ Gouno Gou）
日本三大暴力團體之一「仁和組」的本部長兼夜狼組組長。言談舉止豪邁，稱呼李昭信「頭兒」。在井上菅也和「神宮寺組」現任組長花奈、姬奈會談發生衝突、柚巴·李申請移籍「女武神（VALKYRIA）」後，問責井上辦事不力和得罪會長至交之女，對於讓「殺戮武鬥會」和「女武神」舉辦交流戰獲得共贏發展持樂觀態度。由於發現井上意圖在交流賽設局對花奈不利，將井上撤除「殺戮武鬥會」管理職予以懲罰。
在《拳願阿修羅》正連載的續作《拳願奧米迦》13強對抗賽落幕兩年後也有登場，繼續輔佐李昭信。
李昭信（／ Li Akinobu）
日本三大暴力團體之一「仁和組」的若頭兼李神會會長，在組織裡是井上菅也的後輩。言談舉止冷靜斯文，經常代表組織發言或對外交涉，忠於仁和司但偶爾對其指派麻煩事頗有微詞，與一華是私交，為此和警方有暗地合作的關係，持平常心看待格鬥界選手移籍團體一事。在井上菅也和「神宮寺組」現任組長花奈、姬奈會談發生衝突、柚巴·李申請移籍「女武神（VALKYRIA）」後，透過一華暗地通報獲悉井上和花奈的過節，問責井上辦事不力和得罪會長至交之女，說明會長暗中支持「神宮寺組」的實情，提出讓「殺戮武鬥會」和「女武神」舉辦交流戰獲得共贏發展，察覺井上安排作戰人選圖謀不軌與花奈刻意在作戰放水的真相。賽後為井上的作為向花奈致歉，準備處分渡邊時由於花奈出面圓場作罷，向一華轉達說明仁和司對「女武神」的賠償。
在《拳願阿修羅》正連載的續作《拳願奧米迦》13強對抗賽落幕兩年後也有登場，被拳願會邀請作為對抗「蟲」組織的聯盟成員之一，同時面對日本三大暴力團體之一「暴勇會」暗中發起的鬥爭。

### 格鬥界營運者和選手相關
馬克戌山 / 戌山馬家男（ Mark Inuyama / Inuyama Makeo）
小型裏格鬥界團體「敗戰者格鬥（敗犬戰役）」的經營者，河北樹和天馬希望的前任雇主。營業方針為低門檻，團隊素質低落，經常要求團隊女性選手作戰融入情色元素。故事開始時以格鬥風格不符合「敗戰者格鬥」的要求，辭退河北樹和希望。漫畫第15話末彩頁揭露本名「戌山馬家男」。本名「馬家男」名字音同日語的「輸家」。
河北五月 / 河北樹（／ Kawakita Itsuki）
時任裏格鬥界團體「敗戰者格鬥」的女格鬥家，天馬希望還在「敗戰者格鬥」時期的同僚。故事開始時由於格鬥風格不符合「敗戰者格鬥」的要求，連同希望被辭退。後來加入「殺戮武鬥會」，在「慘齒組」組長井上菅也和花奈、姬奈會談期間，因為出言侮辱希望，挑釁姬奈是否要當場較量，結果被姬奈一拳揍飛。
篠原珠亞（另譯「篠原茱麗亞」）、小早川夢美（另譯「小早川由美」）
希望、花奈、一華在故事初期街頭偶遇的不良少女，外號「街頭鬥毆女子」」、「空手打架女王」。初登場時雙方在街上發生爭執大打出手，與希望等人擦身而過。希望剛開始試營運格鬥團體時，一華以不用顧忌警察仍能分出勝負為誘因，誘使包含兩者在內的不良少女參加比賽兼顧減少當地不良人士維護治安，雖然兩者和其他當天參賽者的比賽獲得迴響，讓希望等人賺進一筆收入，但被希望指出包含兩者在內的參賽者對戰毫無技巧章法可言、客群受眾過於狹隘、賭資微薄難以營運團體，促成花奈與一華資助希望成立「女武神」，還有一華引薦姬奈的契機。
百瀨美日奈 / 百瀨心陽（／ Momose Mihina）
「女武神（VALKYRIA）」正式創建後，首場比賽挑戰姬奈的格鬥選手，外號「戰慄的殺人機器」。身高162cm，體重52kg。20歲。過去是柔道都大賽十六強選手，高中退學後在六真會館晉升空手道初段（作者的著作《求道之拳》、《拳願阿修羅》系列皆登場的會館），曾受一華輔導，受其要求擔任挑戰者，對一華暗中參與裏格鬥感到不滿。在競賽中與姬奈交戰，結果剛開戰便被姬奈一拳擊中胸口敗北。「殺戮武鬥會」和「女武神」交流賽前，拒絕受邀代表「女武神」參賽。
東條蘭（／ Toujoyuu Ran）
外號「戰慄女豹」，前拳擊手。身高175cm，體重62kg。31歲。過去是WWBC（世界女子拳擊理事會「World Women Boxing Council」簡寫）超重量級拳擊手，戰績是8勝2敗（含一次犯規落敗），因為暴力事件被剝奪選手資格，轉至裏格鬥界發展。個性驕傲瞧不起裏格鬥界，將在裏格鬥界參賽視為讓自己晉級更高階的手段。因為受能夠戰勝姬奈便能贏得500萬日圓的條件吸引，出席「女武神」第四回擂台賽以閃擊刺拳對抗姬奈，被姬奈躲過攻擊後以反擊拳擊中臉部敗北。「殺戮武鬥會」和「女武神（VALKYRIA）」交流賽前，表態不願再和「女武神」扯上關係，拒絕受邀代表「女武神（VALKYRIA）」參賽。
大久保直也
作者的著作《拳願阿修羅》系列登場角色，外號「格鬥王」的格鬥選手。本作漫畫第17話以客串角色身分在電視臺節目登場，在《流汗吧！健身少女》也有客串登場。
井上菅也（／ Inoue Sugaya）
日本三大暴力團體之一「仁和組」的三次團體「慘齒組」組長，兼任中型裏格鬥團體「殺戮武鬥會」經營管理者，高學歷派黑道。經營方針為無規則格鬥且允許殺人，儲備各格鬥領域的選手，令「殺戮武鬥會」在裏格鬥界被評為「日本第一瘋狂的裏格鬥」，故事初期已知登錄在籍選手共計92名（含27名女性選手）。為人傲慢，時常耍小心計，瞧不起身為情婦之女的花奈及「女武神」，欲將花奈除之而後快，但面對黑道上層則會表現卑躬屈膝的態度。
起先對柚巴·李申請移籍「女武神」感到震驚，認為「女武神」意圖挖角提出抗議，使得「女武神」改採取折衷租借移籍的方式讓柚巴轉移團體。柚巴參加首屆「女武神」1DAY淘汰賽負傷落敗後，試圖讓「女武神」失去主將令團隊瓦解，提出將姬奈移籍至「殺戮武鬥會」的條件，結果因為姬奈出手攻擊貶損希望的河北樹令事態生變，加著一華暗中通報「仁和組」若頭李昭信此事，被「仁和組」高層問責兼要求向花奈道歉，承接起舉辦「殺戮武鬥會」和「女武神」交流賽的責任兼挑選登台選手。為了讓花奈命喪比賽委託雪平除掉對方遭拒，雇用渡邊執行殺害花奈的任務和預定除掉不配合自己的雪平，被花奈警覺井上心懷不軌和制服試圖暗殺的渡邊造成事蹟敗露，最終被剛野剛撤除「殺戮武鬥會」管理職貶為遠洋漁船的漁工。
渡邊卡蓮（／ Watanabe Karen）
外號「殺人女王」的「殺戮武鬥會」資深女格鬥家，表社會職業是俱樂部舞者，在裏社會則是仁和組外聘的自由殺手。身高165cm（單行本第3冊角色檔案附錄修改為168cm），體重55kg，25歲。容貌與身材姣好的金髮碧眼年輕女性，嗜菸，其實是典型的愉悅殺人狂人格。精於格鬥、武器、用毒、美人計，特技是利用特別強化磨利的指甲令對手大量失血的「惡魔之爪」。因為深受歡迎，表社會生活忙碌時推辭掉裏社會的派遣任務，由於在「殺戮武鬥會」賽場戰鬥時極端殺害對手造成三人死亡的作風，被「殺戮武鬥會」列為危險人物之一。
在「殺戮武鬥會」和「女武神」交流賽前接受井上委託，負責除掉花奈的任務，擔任「殺戮武鬥會」的中堅對抗花奈，開局先攻一度被花奈用寢技壓制行動，但隨後趁著對方體力消耗的行動空檔逮住機會掙脫反擊，將她打倒在地猛擊獲勝（實為花奈刻意放水，倒地後用雙臂擋住致命攻擊）。事後趁著花奈利用選手淋浴間入浴期間持電擊棒準備執行場外暗殺未果，被她徒手反擊制服敗北招出受聘暗殺的事件，接受委託調查姬奈加入「神之軍勢」前的經歷，但被姬奈察覺竊聽調查一事，將調查報告交給花奈並提醒她切勿涉入過深。
葉月優（／ Hazuki Yuu）
外號「拼接而成的怪物」的「殺戮武鬥會」資深女格鬥家，同時是「北海道事件」的主犯。身高182cm，體重94kg，29歲。本名不詳，外型如其稱號，渾身遍佈縫合傷疤的壯碩女性，作戰模式以力量和打擊為主，擅用拳擊。其真實身分是日本法律無法管轄的地區居民，裏社會的清道者，昔日有著挺立的五官，在「北海道事件」的雪地小屋殺死犯下重罪的議員之子及其兩名黨羽，但在擊殺被血腥味吸引的巨熊的過程中，遭巨熊傷及頭部和身軀導致殘留傷疤，經過手術治療將部份受損骨骼替換成鈦製骨骼，迄今頭部舊傷仍會在情緒激動時滲出血液。由於在「殺戮武鬥會」賽場戰鬥時極端殺害對手的作風，被「殺戮武鬥會」列為危險人物之一，連柚巴也形容她是不得大意的對象。
在「殺戮武鬥會」和「女武神」交流賽擔任「殺戮武鬥會」的大將對抗李子，起先憑藉力量和鈦製骨骼提升的肢體硬度和防禦力佔上風，但被李子看穿其弱點陸續用蓄力攻擊重創胸腹、頭部、四肢，遭李子以蓄力出擊的雙手擺錘擊中臉部倒地敗北。
山下一夫
作者的著作《拳願阿修羅》系列登場主要角色之一。裏格鬥界頂尖團體「拳願會」會員兼「山下商事」社長，負責輔佐「拳願會」，對自己從普通上班族不知不覺間開始從事裏格鬥感到吃不消。在聯合番外篇和立花里美在居酒屋偶遇剛離開表格鬥界的希望，三者在酒後互吐苦水，結果在翌日酒醒後完全忘卻此事。
成島光我
作者的著作《拳願阿修羅》系列續作《拳願奧米迦》登場主要角色。在《拳願》X《流汗吧！健身少女》X《一勝千金》聯動番外篇出席京都格鬥賽但接連敗北輸掉旅費，原有意參加湯豆腐大胃王比賽賺取獎金，結果敗給紗倉響，聽從朋友的建議男伴女裝試圖搭便車但以失敗告終，被乘車路過的希望和一華吐槽變裝舉動。
寺本明奈（／ Teramoto Akina）
外號「夜行者」的女選手。「女武神」開始承租歌舞伎町「巴別塔」地下五樓作為團隊新戰鬥場地後，在第二回合對抗姬奈，被姬奈一拳擊中頭部敗北。在女囚參賽事件的賽事敗給李子。
森咲夏海（／ Morisaki Natsumi）
外號「白金鯱女孩」，活躍於日本三大黑道「暴勇會」旗下名古屋裏格鬥界團體「伊勢龍」女子部的常勝女冠軍。身高175cm，體重65kg，29歲。神奈川縣出身，長期居住名古屋期間受當地影響，習得半吊子的名古屋腔調，是個拜金主義和喜歡觀賞女性受苦的施虐傾向者，流派為側重打擊為主的綜合格鬥，被姬奈評價為綜合能力更勝李子的選手。表面移籍「伊勢龍」出資的新興女子裏格鬥界團體「LOVE PSYCHO GRILS」，實質作為「暴勇會」派遣的打手意圖擊潰「女武神」。
「女武神」開始承租歌舞伎町「巴別塔」地下五樓作為團隊新戰鬥場地後，與「女武神」簽訂出席三場對戰的合約。首場比賽原受邀對抗月野穗乃果，但由於東雲臨時頂替月野登台應戰察覺事有蹊翹，加上本人受「暴勇會」指示在賽局作假，放水讓東雲出手假裝倒地而敗北，被姬奈藉著向觀眾表明東雲亂入賽局、向東雲發起戰帖帶過公關危機。在後台向「女武神」坦言原本便有意在賽局作假的想法，直指「女武神」讓外人頂替選手登台也有管理疏失責任，接受希望向她發起的挑戰並在和對方交手期間刻意針對其雙眼發動攻擊，但被希望逮住空隙反擊敗北。見證姬奈和東雲的決鬥為之顫慄。事後警告「女武神」包含「LOVE PSYCHO GRILS」在內其他女子裏格鬥界團體蠢蠢欲動的訊息並邀請她們觀賽。
月野穗乃花（／ Tsukino Honoka）
外號「九州的暴馬」，活躍於九州裏格鬥界的女選手。「女武神」開始承租歌舞伎町「巴別塔」地下五樓作為團隊新戰鬥場地後，原受邀登台對抗森咲夏海，但被潛伏進休息室的東雲重創頂替其身分登台。此後傷勢復原再度登台出賽。
暮石光世（／ Kureishi Mitsuyo）
作者的著作《求道之拳》、《拳願阿修羅》系列及其續作《拳願奧米迦》、《流汗吧！健身少女》登場角色。為「暮石整骨院」業者兼综合格斗家。《拳願阿修羅》系列登場角色今井小宇宙的師傅，同時是希望在格鬥界的前輩。相當關切從表格鬥界轉戰裏格鬥界的希望，自願陪希望進行格鬥訓練，但也指稱希望的眼睛健康狀況再度投身格鬥將有危險疑慮。
今井小宇宙（／ Imai Cosumo）
作者的著作《拳願阿修羅》系列及其續作《拳願奧米迦》系列登場角色，暮石光世在格鬥界的徒弟。本作中經由暮石引薦給希望認識。
KAORU（／ Kaoru）
表格鬥界團體「鐵籠格鬥（CAGE FIGHT）」的時任選手，身高163cm，體重52kg。曾經和當時在團隊裡的希望交手贏過對方。
法蘭西絲卡·索科羅浮（ Francesca Socorofu）
外號「俄羅斯人體武器」，俄羅斯出身，表格鬥界團體「鐵籠格鬥（CAGE FIGHT）」的時任選手。身高168cm，體重52kg。曾經和當時在團隊裡的希望交手但敗北。
柳真
作者的著作《拳願阿修羅》系列登場。裏格鬥界頂尖團體「拳願會」會員兼服飾業巨頭「United Clothing」社長。在本作閃回片段短暫登場，與花奈討論設計姬奈的戰鬥服裝風格。
樹千明、神樂雅
成立4年且旗下登錄35名選手的菓子系女子裏格鬥界團體「花俏格鬥」所屬選手，兩人通稱「虐殺少女組」，在所屬團隊被評價為實力前十名的選手。樹千明是熱衷挑戰強者的苗條女性，身高164cm，體重55kg，29歲；神樂雅是神態優雅但有欺負對手傾向的女性，身高166cm，體重58kg，28歲。本篇中組成雙打組合對抗踢館的紗羅和姬奈，但未能預料紗羅臨時請求姬奈掐自身頸部激發受虐癖與自戀癖的瘋狂狀態，導致情勢扭轉，最終樹千明被沙羅施加連續拳擊和「魂神流·轉虎」重擊落敗，神樂雅則在被姬奈阻撓無法支援樹千明的狀況，被姬奈近距離以「六道」一拳擊中頭部倒地。
桔川あさみ
外號「鬼武者」，性情驕傲。在女囚參賽事件的賽事對抗姬奈，被姬奈一腳擊敗。

### 警方相關
竹雅春（／ Take Masaharu），聲：
警視廳總監，在作者的著作《求道之拳》、《拳願阿修羅》續作《拳願奧米迦》登場的角色之一，其實是六真會館的成員。本作為一華的上司，對於一華和姬奈接觸震怒不已，提出讓一華返回暴力組織對策課的條件，一華拒絕並表明會留意姬奈的動向後，轉而同意她的要求，讓一華獲得閱覽警界高層才能閱讀的超危險犯罪者情報名單與被警界暗中允許經營裏格鬥界生意的權限。姬奈寄出藏匿的「神之軍勢」化學兵器給一華引發騷動後，正式核准一華的權限。
甲斐徹
警視廳巡查，一華在警界的小弟，30歲。參與警方走私沒收物的勾當，由於父親擔任警視廳要職，為此除非是超過界線的作為，大多能獲得警界放任不管。

### 其他跨系列登場角色
紗倉響（／ Sakura Hibiki），聲：、奏流院朱美（／ Sōryūin Akemi），聲：、上原彩也香（／ Uehara Ayaka），聲：、吉娜·波特（ Jīna Boido），聲：
作者的著作《流汗吧！健身少女》、本作漫畫第1話、本作聯動番外漫畫登場，為《流汗吧！健身少女》主角群兼皇櫻女學院學生。
吳夜叉（／ Kure Yakusha），聲：
作者的著作《流汗吧！健身少女》、《拳願奧米迦》和本作聯動番外漫畫登場，皇櫻女學院主角群的教師，是作者另一部作品《拳願阿修羅》角色吳迦樓羅的母親，吳一族長老吳惠利央的孫女，兼職殺手。
吳迦樓羅（／），聲優：
作者的著作《拳願阿修羅》系列登場角色，為吳一族長老吳惠利央的曾孫女，吳夜叉的女兒。本作聯動番外漫畫以高中生的身分參訪皇櫻女學院，與姬奈擦身而過的瞬間察覺對方實力非凡。
立花里美
作者的著作《流汗吧！健身少女》系列登場角色之一，皇櫻女學院主角群的學校教師，對自己喜歡高尺度cosplay被某位學生知曉、擔心個性興趣曝光被同校教師知道感到不安。在聯合番外篇和山下一夫在居酒屋偶遇剛離開表格鬥界的希望，三者在酒後互吐苦水，結果在翌日酒醒後完全忘卻此事。

## 世界觀和用語介紹
| 用語               | 簡介 |
| ------------------ | --- |
| 皇櫻女學院         | 在本作和作者的著作《拳願阿修羅》系列、《流汗吧！健身少女》皆有登場的高級女子學院。在運動領域投注相當心血，本鄉姬奈在該校求學。 |
| 「神之軍勢」       | 以救贖世人為名義活動的異端教派，教主為本鄉姬奈曾任養父高橋超源，根據前教徒形容為教主高橋超源收養姬奈後、行事風格變得極端的教團，設有部門收養孩童灌輸教義，培訓涵蓋武器技術和格鬥技的特殊武術「六道」，暗地策劃用化學武器展開恐怖攻擊。故事開始的三年前因為教主高橋超源猝逝導致組織瓦解，迄今仍有部分敬仰前教主和繼承教主遺志的信徒圖謀復興組織，但是多數已脫離組織者則和該教劃清界線。 在《拳願阿修羅》漫畫第101話提及，「神之軍勢」和新興宗教團體「救世界」為對立宗教，原先「神之軍勢」企劃發動的化學恐怖攻擊，但因為身兼醫生和特工臥底調查的英初殺害教主高橋超源而以失敗告終。 |
| 表格鬥界、裏格鬥界 | 區分格鬥界的稱呼。表格鬥界為活躍一般世界的格鬥界。裏格鬥界另稱「地下格鬥界」，不同於表格鬥界，多為熟門路之人才知曉。各個團體的規模、規則和賞罰制度各異。有些格鬥選手會登錄在特定團體，若是選手轉登錄至其他團體則稱作「移籍」。在作者的著作《拳願阿修羅》系列、《流汗吧！健身少女》皆有登場。 |
| 黑社會（極道）     | 日本社會裡從事暴力或有組織犯罪活動的人士或團體，存在著競爭關係，但也有合盟，有些黑社會團體擁有旗下事業掩蓋非法事蹟。在本作世界觀中，較小型的黑社會組織往往需要仰仗大型組織的支援，倘若與大型組織為敵則風險較高，部分黑社會成員同時經營著裏格鬥界團體。本作中的黑社會勢力從大至小依序是三大指定暴力團（例如仁和組、暴勇會）、曾排名首位但現今居次的（原）我藤組系、三大指定暴力團旗下團隊（例如慘齒組）、其他（例如花奈所屬的神宮寺組）。 |
| 「巴比倫通天塔」   | 歌舞伎町的大型地標建築，由仁和組參與建設，商業設施和酒店在此駐點營業，地下一樓為展演空間。地下五樓的大型空間原定為日本三大暴力團共同出資、日本第一違法賭博的賭場經營地，但由於部分黑社會人員違規造成該計劃無限凍結，仁和組組長仁和司轉而將地下五樓以基本年租1000萬日圓（水電煤氣費用另計）的價格承租給「女武神」，作為進行裏格鬥對戰的場地。「女武神」接租地下五樓後，經由仁和組資助拓增場地設施和額外設置附屬賭場，僅有工作人員和獲許入場者能透過設置蜜碼的電梯抵達地下五樓。原型为日本泡沫经济时代胎死腹中的建筑企划东京巴比倫塔。                                             |

## 評價和榮譽
《一勝千金》發行後獲得好評，入圍「下一部人氣漫畫大賞」2024年度網路漫畫組候選，最終在網路漫畫組入圍的前20名投票排行榜中，以28,496張票的票數排行第9名

## 出版書籍
| 冊數 | 小學館         | 小學館                 | 長鴻出版社    | 長鴻出版社             | 玉皇朝         | 玉皇朝                 | 封面角色                           | 收錄話數      |
| 冊數 | 發售日期       | ISBN                   | 發售日期      | ISBN                   | 發售日期       | ISBN                   | 封面角色                           | 收錄話數      |
| ---- | -------------- | ---------------------- | ------------- | ---------------------- | -------------- | ---------------------- | ---------------------------------- | ------------- |
| 1    | 2023年9月19日  | ISBN 978-4-0985-2833-2 | 2024年8月14日 | ISBN 978-6-2600-8980-1 | 2024年12月19日 | ISBN 978-988-8908-01-1 | 本鄉姬奈（高橋姬奈）               | 第0話-第8話   |
| 2    | 2024年3月19日  | ISBN 978-4-0985-3168-4 | 2024年12月4日 | ISBN 978-6-2600-9471-3 | 2025年4月15日  | ISBN 978-988-8908-74-5 | 柚巴·李（李柚巴）                  | 第9話-第18話  |
| 3    | 2024年8月19日  | ISBN 978-4-0985-3529-3 | 2025年4月1日  | ISBN 978-6-2600-9855-1 | 2025年5月30日  | ISBN 978-988-8908-75-2 | 瀨名李子（正面）& 瀨名李空（背面） | 第19話-第28話 |
| 4    | 2024年12月12日 | ISBN 978-4-0985-37488  |               |                        | 2025年7月23日  | ISBN 978-988-8908-76-9 | 天馬希望                           | 第29話-第38話 |
| 5    | 2025年5月12日  | ISBN 978-4-0985-40983  |               |                        |                |                        | 東雲憐                             | 第39話-第47話 |

## 外部連結
- 裏サンデー （页面存档备份，存于） 裏Sunday官網
- 小學館 （页面存档备份，存于） 小學館官網作品單行本一覽
- MAAM公式推特的X（前Twitter）